# Эстебанес Кальдерон, Серафин
Серафи́н Эсте́банес Кальдеро́н (исп. Serafín Estébanez Calderón; 27 декабря 1799, Малага — 15 февраля 1867, Мадрид) — испанский писатель.
Сначала профессор поэзии и риторики, затем адвокат, позже губернатор в Логроньо и Севилье. Его стихотворения «Poesías del solitario» (1833—1840) имели большой успех, равно как и остроумные очерки андалузских нравов («Escenas andaluzas», 1847), прославившие его как одного из крупнейших представителей испанского костумбризма. Написал также большие исторические сочинения: «De la conquista y pérdida de Portugal» и «Expediciones y Aventuras de los Españoles en África». В последние годы жизни Кальдерон затеял с другим известным учёным, таким же, как и он сам страстным библиофилом — Бартоломе-Хосе Гальярдо — горячий литературный спор относительно памфлета «El Buscapié», несправедливо приписанного Сервантесу. Суд решил спор в пользу Кальдерона. Биографию Кальдерона написал его племянник, известный Кановас дель Кастильо: «El Solitario y su tiempo» (Мадрид, 1883).